# Rad-net Rembe Pro Cycling Team

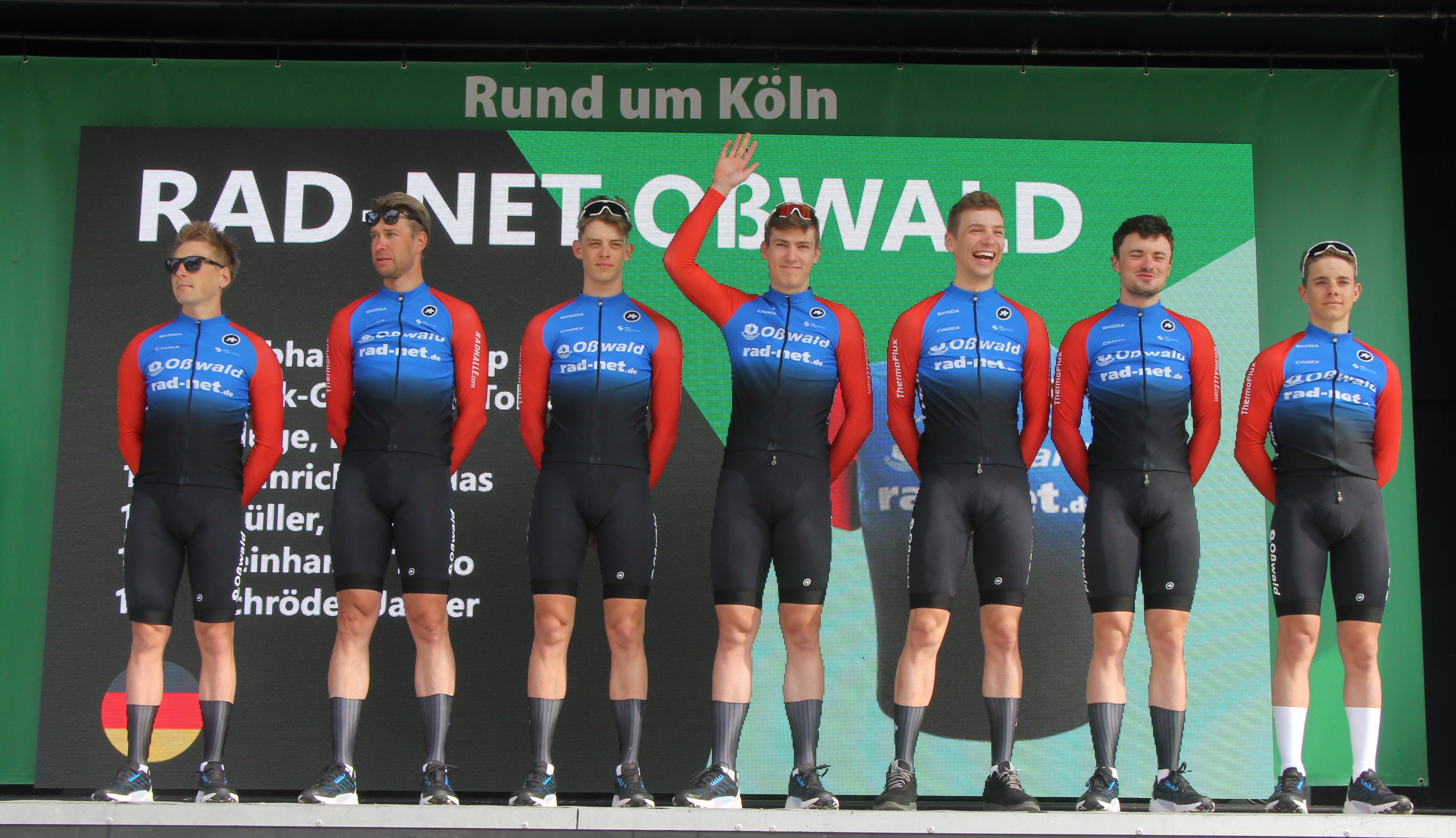
Das Team bei Rund um Köln 2023

Das Rad-net Rembe Pro Cycling Team ist ein deutsches Radsportteam mit Sitz in Hagen.

## Organisation und Geschichte
Das Team wurde 2013 auf Initiative des Bund Deutscher Radfahrer (BDR) mit dem Ziel gegründet, den Ausdauerbereich des deutschen Bahnradsports zu stärken, indem ähnlich dem Vorgehen in anderen Ländern jungen Talenten Einsatzmöglichkeiten auch im internationalen Straßenradsport verschafft und so eine zentrale Steuerung von Kadermaßnahmen vereinfacht werden. Zu diesem Zweck wurde das Team 2013 bei der Union Cycliste Internationale als Continental Team registriert.
Rad-net ist der Internetauftritt des BDR. Rose ist ein Radsportartikelversandhändler. Zur Saison 2018 wurde die Mannschaft mit dem Team Heizomat zum Team Heizomat rad-net.de fusioniert. Nach zwei Jahren zog sich Heizomat zur Saison 2020 als Sponsor zurück und das Team nahm wieder seinen alten Namen an.
Im November 2022 wurde bekannt, dass Jörg Werner die sportliche Leitung des Teams ab 2023 übernehmen wird, das den Namen in rad-net Oßwald ändern wird. Der thüringische Spezialist für den Bau von Federungssystemen Oßwald war bereits einer der Sponsoren des 2006 bis 2013 von Werner geleiteten Thüringer Energie Teams. Bei Teamgründung war Sven Meyer Sportliche Leiter, wurde 2021 aber von seinem Nachfolger als Bahn-Bundestrainer, Tim Zühlke, abgelöst. Von Beginn an sind auch der U23-Bundestrainer für den Straßenbereich, Ralf Grabsch und Frank Augustin als Sportliche Leiter im Einsatz. Zur Saison 2023 kam noch Steffen Uslar als Sportlicher Leiter hinzu.
Im März 2013 wurde anlässlich der Wiederwahl von Rudolf Scharping zum Präsidenten des BDR bekannt, dass der ehemalige BDR-Bundessportwart Burckhard Bremer für den Teambetreiber rad-net.sports GmbH im Bereich der Gewinnung und Betreuung von Sponsoren tätig ist. Eine u. a. vom Weltmeister und Olympiasieger Robert Bartko behauptete sportliche Einflussnahme wurde vom Team bestritten.
Die Mannschaft hat seit ihrer Gründung mehrere Fahrer hervorgebracht, die den Sprung in die UCI WorldTour geschafft haben: Emanuel Buchmann wechselte 2015 zu Bora-hansgrohe, 2016 bekam Jonas Koch einen Profivertrag bei Verva ActiveJet Pro Cycling Team. Pascal Ackermann erhielt 2017 ebenfalls einen Vertrag bei Bora-hansgrohe, und Marco Mathis wechselte zu Team Katusha Alpecin. Juri Hollmann fährt seit 2020 für das Movistar Team, und Felix Groß erhielt 2021 einen WorldTour-Vertrag beim UAE Team Emirates. Im Bahnradsport-Bereich gehört der zweifache Weltmeister im Zweier-Mannschaftsfahren, Theo Reinhardt, seit Teamgründung zu den Leistungsträgern, seit 2023 fährt auch der ehemalige WorldTour-Profi Roger Kluge für die Mannschaft.
Zur Saison 2025 fusionierte das Team rad-net Oßwald mit dem Rembe Pro Cycling Team Sauerland zum Rad-net Rembe Pro Cycling Team. Ziel des Zusammenschlusses war eine Bündelung der Kräfte, um in der Perspektive 2026 den Aufstieg zum UCI ProTeam in Angriff zu nehmen. Sportlicher Leiter nach der Fusion ist weiterhin Ralf Grabsch.

## Saison 2025
Mannschaft
| Teamkader 2025                      | Teamkader 2025     | Teamkader 2025 | Teamkader 2025                          |
| Name                                | Geburtsdatum       | Land           | Vorheriges Team                         |
| ----------------------------------- | ------------------ | -------------- | --------------------------------------- |
| Johannes Adamietz                   | 24. Mai 1998       | Deutschland    | Lotto Dstny (2024)                      |
| Pepe Albrecht                       | 22. August 2006    | Deutschland    |                                         |
| Leon Arenz                          | 19. August 2005    | Deutschland    | Lotto Kern-Haus PSD Bank (2024)         |
| Moritz Binder                       | 28. Oktober 2005   | Deutschland    |                                         |
| Benjamin Boos                       | 7. August 2003     | Deutschland    | Leopard Pro Cycling (2022)              |
| Julian Borresch                     | 19. März 2002      | Deutschland    | REMBE Pro Cycling Team Sauerland (2024) |
| Tobias Buck-Gramcko                 | 1. Januar 2001     | Deutschland    |                                         |
| Felix Groß                          | 4. September 1998  | Deutschland    | UAE Team Emirates (2023)                |
| Miguel Heidemann (4. Feb.–31. Dez.) | 27. Januar 1998    | Deutschland    | Felt Felbermayr (2024)                  |
| Vincent John                        | 13. Dezember 2004  | Deutschland    | P&S Benotti (2023)                      |
| Bruno Keßler                        | 9. September 2005  | Deutschland    |                                         |
| Roger Kluge                         | 5. Februar 1986    | Deutschland    | Lotto-Soudal (2022)                     |
| Jon Knolle                          | 11. September 1999 | Deutschland    | Team Vorarlberg (2024)                  |
| Paul-Felix Petry                    | 15. August 2006    | Deutschland    |                                         |
| Maxim Roor                          | 27. September 2006 | Deutschland    |                                         |
| Jonathan Rottmann                   | 3. Mai 2004        | Deutschland    | REMBE Pro Cycling Team Sauerland (2024) |
| Ole Theiler                         | 8. Oktober 2002    | Deutschland    | Team Storck-Metropol Cycling (2024)     |
| Lennart Voege                       | 5. Februar 2000    | Deutschland    | REMBE Pro Cycling Team Sauerland (2024) |
| Jermaine Zemke                      | 29. August 2005    | Deutschland    | Maloja Pushbikers (2024)                |
|                                     |                    |                |                                         |
| Quelle: ProCyclingStats             |                    |                |                                         |

Erfolge
| Siege | Siege  | Siege | Siege  | Siege  | Siege |
| Datum | Rennen | Staat | Klasse | Sieger |       |
| ----- | ------ | ----- | ------ | ------ | ----- |

## Platzierungen in UCI-Ranglisten
UCI-Weltrangliste
| World Ranking | World Ranking | World Ranking            | World Ranking |
| Jahr          | Teamwertung   | Einzelwertung            |               |
| ------------- | ------------- | ------------------------ | ------------- |
| 2016          | —             | Pascal Ackermann (147. ) |               |
| 2017          | —             | Konrad Geßner (846. )    |               |
| 2018          | —             | Juri Hollmann (1386. )   |               |
| 2019          | 161.          | Patrick Haller (857. )   |               |
| 2020          | 102.          | Felix Groß (496. )       |               |
| 2021          | 149.          | Jakob Geßner (1390. )    |               |
| 2022          | 144.          | Pirmin Benz (898. )      |               |
| 2023          | 120.          | Moritz Kretschy (506. )  |               |
| 2024          | 168.          | Tobias Müller (1238. )   |               |
|               |               |                          |               |
| Quelle: UCI   |               |                          |               |

UCI Africa Tour
| Saison | Mannschaftswertung | Fahrerwertung           |
| ------ | ------------------ | ----------------------- |
| 2013   | 18.                | Lucas Liß (169.)        |
| 2014   | 26.                | Emanuel Buchmann (201.) |

UCI Asia Tour
| Saison | Mannschaftswertung | Fahrerwertung          |
| ------ | ------------------ | ---------------------- |
| 2016   | 15.                | Pascal Ackermann (45.) |

UCI Europe Tour
| Saison | Mannschaftswertung | Fahrerwertung           |
| ------ | ------------------ | ----------------------- |
| 2013   | 92.                | Theo Reinhardt (248.)   |
| 2014   | 94.                | Emanuel Buchmann (307.) |
| 2015   | 66.                | Pascal Ackermann (239.) |
| 2016   | 50.                | Pascal Ackermann (103.) |
| 2017   | 101.               | Jonas Rapp (694.)       |
| 2018   | 106.               | Juri Hollmann (866.)    |